# Joachim Wielandt
Joachim Wielandt (marts 1690 – 18. december 1730) var en dansk avisudgiver, bogtrykker og forfatter.
Joachim Wielandt var søn af købmanden Peter Wielandt som drev handel med Island (død 1702) og Margrethe Thomasdatter Daabelsten (død 1711), var født i København i marts 1690. 

## Barndom og opvækst
Efter Joachim Wielandts far, Peter Wielandt, døde i 1702, blev Joachim og hans bror Thomas i 1703 sendt fra København til Sydfyn for at bo hos deres farbror, provst Christoffer Jochumsen Wielandt, i Vester Skerninge. Der skulle de oplæres og opdrages i et lærdomspræget miljø.
Undervisningen blev varetaget af huslæreren Rasmus Winther, en teologisk kandidat og senere sognepræst. Winthers ansættelse blev forlænget for at kunne undervise nevøerne, og undervisningen omfattede bl.a. tysk, fransk, regning og skrivning. Joachim modtog desuden personlig undervisning fra sin farbror:
”… og selv afse en del af sin tid til at undervise dem i tysk, fransk, regning og skrivning, ligesom han havde gjort med sine egne børn.”
Opholdet i præstegården blev dog afbrudt, da deres mor, Margrethe f. Daabelsten, i 1704 hentede sønnerne tilbage til København uden at betale for ophold og undervisning. Christoffer Wielandt noterede senere i sin præsteprotokol, at han følte, han “havde været som et lys til at tjene andre, men fortære sig selv.”

## Uddannelse og tidlig karriere
1707 blev han student fra Sorø Skole. Tidlig syslede han med historiske og arkæologiske studier. Som alumnus på Borchs Kollegium disputerede han 1709 og 1710 De Thoro, principe veterum septentrionalium idolo og har senere udgivet og oversat et par danske kildeskrifter fra Middelalderen; et heraldisk værk om Danmarks rigsvåben haves i håndskrift. 
I hans Nye Tidender om lærde Sager foreligger talrige kirkehistoriske, genealogiske og heraldiske artikler. Desuden var han poet, skrev ikke få lejlighedsdigte, ja en tragedie Achilles og Polixene (1725). Det var dog ikke som forfatter, at han skulde få betydning.
Den formue, faderen havde efterladt sig, gik tabt ved uheld under hans moders bestyrelse af handelen, og Wielandts liv fik en helt praktisk retning. Han slog ind på embedsvejen, blev 1712 sekretær i Danske Kancelli, 1714 tillige protokolfører i Højesteret, 1722 kancelliråd, 1726 justitssekretær i Højesteret -- Stillinger, der bragte ham meget arbejde og liden indtægt. 
1713 eller 1714 havde han ægtet Inger Windekilde (født 27. november 1672 død 1755), enke efter både den islandske købmand Jacob Sørensen Graahe og kommerceråden Thomas Hiørning. Der er ikke tvivl om, at hendes formue har sat ham i stand til at anskaffe et bogtrykkeri. For sig og arvinger fik han da 1719 privilegium på bogtrykkeri og boghandel. Rig på ideer kastede han sig med sand lidenskab og aldrig svigtende dygtighed ind på denne vej.

## Bladugiver og bogtrykker
Efter tidens forhold måtte han omgærde sin virksomhed med privilegier og blev derfor en ivrig og aldrig trættet supplikant. Hans bestræbelser gik ud på eneret til trykning af let afsættelige artikler. Ved siden af alterbogen, en farmakopé, salmebøger og gudelige traktater var det auktionskataloger og -plakater, fragt- og bodmeribreve, spillekort og endelig et utal af folkebøger og romaner, "thi saadant Kram er det, der skal soutenere en stor Hasard og de store Omkostninger, der falde ved reelle og gode Bøgers Oplag". 
Om han ved sin virksomhed gik andres ret for nær, dermed tog han det ikke så nøje; Ludvig Holberg, hvis Peder Paars han eftertrykte, og flere har haft grund til klage.
Trykkeriet var udgangspunktet for hans virksomhed, men tyngdepunktet, det som lå hans hjerte nærmest, var hans avisudgivning. 1719 fik han privilegium på trykning af franske ugeaviser og 22. november 1720 en fornyelse af Daniel Paullis privilegium på udgivelse af danske og tyske Extraordinære Relationer. Hans kraftige personlighed og opfindsomme ånd bragte nyt liv i den hensygnende dagspresse. Den danske avis gjorde han til hoved bladet og skaffede sine aviser den for deres udbredelse nødvendige portofri forsendelse imod en afgift til Postvæsenet (1724).
Dette opnåede han først gennem årelang, med stor sejhed og snildhed ført kamp imod postembedsmændene, der havde tiltaget sig eneret til at forsende aviser, som de så afhændede til meget høj pris. Alt, hvad der hører til periodiske udgivelser, gjorde Wielandt det til sin opgave at skaffe indgang. I forbindelse med Jacob Frants von der Osten søgte han at puste liv i Adressekontoret, projekterede udgivelsen af en statskalender og en storartet udvidelse af kontorets virksomhed. Planen strandede på Kommercekollegiets modstand, og Wielandt nøjedes da med at udgive en Adresseavis (1722), der senere knyttedes som tillæg til den danske ugeavis og endnu lever i Berlingske Tidende. Hans forsøg på at skaffe de moralsk-satiriske ugeblade indgang mislykkedes, og til et påtænkt belletristisk-historisk tidsskrift meldte sig ingen bidragydere; i stedet for udkom i 14 bind 1725-1728 hans Samling af smukke og udvalde danske Vers og Miscellanea.
Bedre held havde han med at skabe et kritisk tidsskrift. Den politisk-litterære månedsavis Extrait des Nouvelles (1720-22) og Nova literaria (1721) redigeredes for Wielandt af Andreas Hojer, men allerede fra januar 1720 havde Wielandt begyndt det første danske kritiske ugeblad Nye Tidender om lærde Sager, der har haft en sådan livskraft, at det bestod til 1836.

## Københavns brand
Efter Wielandts udsagn skulle hans foretagender ikke have bragt ham fordel, han klager stedse over sine små kår, vist dog med urette, thi han førte et stort hus; men da Københavns brand 1728 havde fortæret hans trykkeri og indbo, var han økonomisk ruineret. Nu benyttede han rigelig lejligheden til at sollicitere, fik ogsaa et års eftergivelse af afgiften til postkassen, men lån kunne han ikke opnå, da de 3000 rigsdaler, som aviserne havde indbragt postkassen, bedst viste, hvor indbringende de var. 
Et længe næret, tit udtalt ønske fik han opfyldt, da han ved Johannes Laverentzens død i august 1729 blev direktør over det kongelige- og universitetsbogtrykkeriet.
Denne rigt doterede stilling skulle snart have bragt en mand med Wielandts evner på fode. Da døde han pludselig 18. december 1730 uden at have fået sit tab oprettet; hans bo var insolvent.
Med rette synes han at have klaget over sit ved overanstrængelse svækkede helbred. Hans enke fortsatte avisudgivningen, indtil hun 1748 afhændede sin ret til Ernst Henrich Berling. Man kan finde et komisk anstrøg i Wielandts idelige fremhæven af, at hans foretagender kun sigte til "det almindelige bedste", "Nationens Gloire og Lustre", og man kan stødes ved hans hensynsløshed som forretningsmand, men man kan ikke miskende den overlegne dygtighed, styrke og udholdenhed, hvormed han har tjent og fremmet den danske dagspresses sag.